# Бердников, Сергей Леонидович
Серге́й Леони́дович Бе́рдников (род. 19 января 1966) — российский дипломат.

## Биография
Окончил Московский государственный институт международных отношений МИД СССР (МГИМО) (1991). Владеет английским и немецким языками. На дипломатической работе с 1991 года. 
В 1994—1998 и 2002—2006 годах — сотрудник Постоянного представительства России при международных организациях в Вене.
В 2008—2013 годах — советник, старший советник Постоянного представительства России при ООН в Нью-Йорке.
В 2013—2021 годах — начальник отдела, заместитель директора Департамента кадров МИД России.
С 17 мая 2021 года — чрезвычайный и полномочный посол Российской Федерации в Гане. Верительные грамоты вручил 25 июня 2021 года.
С 23 ноября 2021 года — чрезвычайный и полномочный посол Российской Федерации в Либерии по совместительству.

## Дипломатический ранг
- Чрезвычайный и полномочный посланник 2 класса (8 февраля 2019)[4].
- Чрезвычайный и полномочный посланник 1 класса (9 февраля 2023)[5].

## Награды
- Медаль ордена «За заслуги перед Отечеством» II степени (29 марта 2021) — За большой вклад в реализацию внешнеполитического курса Российской Федерации и многолетнюю добросовестную дипломатическую службу[6].